# Бровка, Юрий Петрович
Ю́рий Петро́вич Бро́вка (бел. Юрый Пятровіч Броўка; 20 ноября 1936, Минск, Белорусская ССР — 23 сентября 2019, Минск) — советский и белорусский правовед, доктор юридических наук (1991), профессор кафедры международного права БГУ (1994).

## Биография
Родился 20 ноября 1936 года в Минске в семье известного писателя Петруся Бровки. Во время Великой Отечественной войны находился в эвакуации в Алма-Ате и Москве.
В сентябре 1944 года поступил в первый класс средней школы № 186 Коминтерновского района г. Москвы. После возвращения в 1945 году в Минск продолжал учёбу в средних школах № 33 и 42.
В 1959 году окончил юридический факультет БГУ. С августа 1959 года работал в Академии наук БССР в качестве младшего научного сотрудника. С начала 1962 года приступил к обучению в аспирантуре отдела правовых наук Академии наук БССР. После проведения в 1963 году кардинальных преобразований в системе научных учреждений БССР был переведён для дальнейшего прохождения обучения в аспирантуру юридического факультета БГУ. На заключительном этапе нахождения в аспирантуре был прикомандирован к Институту государства и права Академии наук СССР в Москве, где в июне 1965 года защитил кандидатскую диссертацию на тему «Международная правосубъектность Белорусской Советской Социалистической Республики».
Значительную часть времени он проводил в Москве, где активно участвовал в различных научных мероприятиях, проводившихся при участии Академии Наук СССР, МГУ, МГИМО, Дипломатической академии МИД СССР, Советской Ассоциации международного права. Работал в различных московских архивах и библиотеках, включая Архив Внешней Политики СССР и Центральный государственный архив Октябрьской революции СССР.
С 1965 года работал в БГУ, последовательно занимая должности преподавателя, старшего преподавателя, доцента. С образованием факультета международных отношений БГУ работает профессором кафедры международного права этого факультета. В 1991 году защитил докторскую диссертацию на соискание учёной степени доктора юридических наук на тему: «Становление и развитие международной правотворческой деятельности Белорусской ССР».
В 1994 году утверждён в учёном звании профессора.
С 1982 по 2005 год — директор литературного музея Петруся Бровки в Минске.

## Научная деятельность
Проводил исследования в области международного публичного права, конституционного права Белорусской ССР и истории государства и права Белоруссии.
В качестве члена делегации БССР принимал участие в работе Конференции ООН по правопреемству государств в отношении договоров (Вена, 1977) и Конференции ООН по морскому праву (Женева — Нью-Йорк, 1979). Принимал активное участие в обсуждении правовых проблем, возникающих в процессе реализации интеграционных усилий в постсоветском пространстве, в частности, в обсуждении международно-правовых аспектов белорусско-российской интеграции.
Период становления Республики Беларусь как суверенного и независимого государства, принимал активное участие в дискуссиях, проводившихся по поводу разработки Конституции Республики Беларусь, и иных важных конституционных актов, в обсуждении многочисленных интеграционных проектов, реализовывающихся в постсоветском пространстве. В качестве эксперта Конституционного суда Республики Беларусь, принимал участие в разработке нормативной базы, обеспечивающей проведение актуальных политических преобразований в Белоруссии.
Участвовал в работе Советов по защите диссертаций, был членом редакционной коллегии девятитомного издания Собрания сочинений Народного поэта Беларуси Петруся Бровки.
Являлся членом исполкома Общественного объединения «Общество международного права», выполнял функции редактора журнала «Белорусский журнал международного права и международные отношения», сборника научных трудов «Актуальные проблемы международного публичного и международного частного права». С 1999 года являлся членом Редакционного совета Белорусской энциклопедии.
С 1992 года состоял членом Совета по защите кандидатских и докторских диссертаций при БГУ.

## Основные работы
Автор многочисленных статей по проблемам международной правосубъектности и международной правотворческой деятельности, проблемам совершенствования межгосударственного сотрудничества в рамках международных межправительственных организаций.
1. Бровка, Ю. П. Международная правосубъектность БССР / Ю. П. Бровка. — Минск: Наука и техника, 1967. — 164 с.
2. Бровка, Ю. П. Белорусская ССР — суверенный участник международного общения. — Минск: Наука и техника, 1974. — 184 с.
3. Бровка, Ю. П. Белорусская ССР и прогрессивное развитие международного права. — Мн.: Изд-во БГУ им. В. И. Ленина, 1979. — 96 с.
4. Бровка, Ю. П. Республика Беларусь в условиях интеграции // Белорусский журнал международного права и международных отношений. — 1998. — № 2. — С. 3—5. Архивировано 6 октября 2017 года.
5. Бровка, Ю. П. Международная правосубъектность Республики Беларусь в условиях интеграции // Белорусский журнал международного права и международных отношений. — 1999. — № 1. — С. 3—6. Архивировано 10 июня 2017 года.
6. Бровка Ю. П. Очередной этап конституирования белорусско-российского Союзного государства // Беларусь в современном мире: материалы VII Междунар. науч. конф., посвящ. 87-летию образования Белорус. гос. ун-та, Минск, 30 окт. 2008 г. / редкол.: В. Г. Шадурский [и др.]. — Минск: Тесей, 2008. — С. 73—74. Архивировано 8 марта 2019 года.
7. Бровка Ю. П. Перспективы реализации белорусско-российского договора о создании Союзного государства от 8 декабря 1999 г. // Беларусь в современном мире: материалы VIII Международной конференции, посвященной 88-летию образования Белорусского государственного университета, 30 октября 2009 г.  / редкол.: В. Г. Шадурский [и др.]. — Минск: Тесей, 2009. — С. 72—73. Архивировано 11 июня 2020 года.
8. Бровка, Ю. П. Правовое оформление межгосударственной интеграции в постсоветском пространстве // Актуальные проблемы международного публичного и международного частного права: сборник научных трудов. — 2009. — Вып. 1. — С. 25—33. Архивировано 5 октября 2017 года.
9. Бровка, Ю. П. Перспективы сотрудничества Республики Беларусь с государствами, входящими в ЕврАзЭС // Беларусь в современном мире: материалы IX Междунар. науч. конф., посвящ. 89-летию образования Белорус. гос. ун-та, Минск, 29 окт. 2010 г.  / редкол.: В. Г. Шадурский [и др.]. — Минск: Изд. центр БГУ, 2010. — С. 67. Архивировано 8 марта 2019 года.
10. Бровка, Ю. П. Межгосударственное сотрудничество в постсоветском пространстве: правовые основы // Труды факультета международных отношений: науч. сб. — Минск: Тесей, 2010. — Вып. 1. — С. 67—70. Архивировано 6 октября 2017 года.
11. Бровка, Ю. П. Беларусь и Россия: перспективы развития межгосударственных отношений // Актуальные проблемы международного публичного и международного частного права: сборник научных трудов. — 2010. — Вып. 2. — С. 5—19. Архивировано 6 октября 2017 года.
12. Бровка, Ю. П. О правовом статусе Комиссии таможенного союза Республики Беларусь, Республики Казахстан, Российской Федерации // Беларусь в современном мире: материалы X Междунар. науч. конф., посвящ. 90-летию образования Белорус. гос. ун-та, Минск, 29 окт. 2011 г.  / редкол. : В. Г. Шадурский [и др.]. — Минск: Изд. центр БГУ, 2011. — С. 78. Архивировано 8 июня 2020 года.
13. Бровка, Ю. П. Республика Беларусь и проблемы формирования правовой базы европейской безопасности // Труды факультета международных отношений: науч. сб. — Минск: Тесей, 2011. — Вып. 2. — С. 51—54. Архивировано 6 октября 2017 года.
14. Бровка, Ю. П. Некоторые вопросы конституирования Союзного государства // Актуальные вопросы совершенствования правовой системы на современном этапе : материалы Междунар. науч.-практ. конф., посвященной 90-летию профессора С. Г. Дробязко. Минск, 11-12 окт. 2012 г. — Минск, 2012. Архивировано 5 октября 2017 года.
15. Бровка, Ю. П. Международная правотворческая деятельность Республики Беларусь: пособие для студентов. — Минск: БГУ, 2013. — 83 с.